# Casilda van Toledo
Sint Casilda van Toledo (rond 1050 - 1107) is volgens de Rooms-Katholieke Kerk en Oosters-orthodoxe kerken een heilige. Ze is geliefd in Spanje en haar legendes spelen zich af kort voor de herovering (reconquista) van Toledo in 1080. Haar naamdag is 9 april en haar relieken worden in de kathedralen van Burgos en Toledo vereerd.

## Legendes
Casilda was een dochter van een islamitische sultan al-Ma'mun van Toledo. Uit medelijden met de vele christelijke gevangenen in de stadskerkers bracht ze hen heimelijk brood en troost. Daarmee verrichtte ze twee werken van barmhartigheid: spijziging van de hongerigen en gevangenen bezoeken (Marcus 25:34-46). Toen ze door bewakers van haar vader werd betrapt, veranderden haar broden wonderbaarlijk in rozen (het rozenwonder). 
Volgens een andere legende weigerde ze behandeling door islamitische artsen toen ze aan bloedingen leed. Ze reisde naar het noorden van Spanje, waar ze genezing zocht bij de bronnen van de schrijn van San Vicente bij de huidige stad Briviesca. Na genezing liet ze zich dopen in Burgos en werd 100 jaar oud. 
Verwarrend genoeg wordt Elisabeth van Aragón (1271 - 1336) net als Casilda met rozen in haar kleding afgebeeld (zie onder). Elisabeth was koningin-gemalin van Portugal (1282-1325) en werd in 1625 heilig verklaard. In het schort van Elisabeth van Thüringen (1207 - 1231) deed zich eveneens een rozenwonder voor, waarbij brood in rozen veranderde.

## Galerij

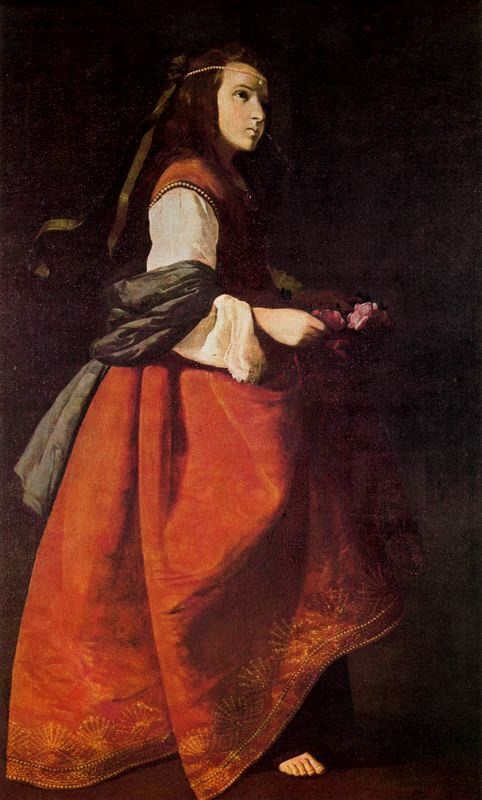
Francisco de Zurbarán: Sint Casilda als meisje, 1631-1640
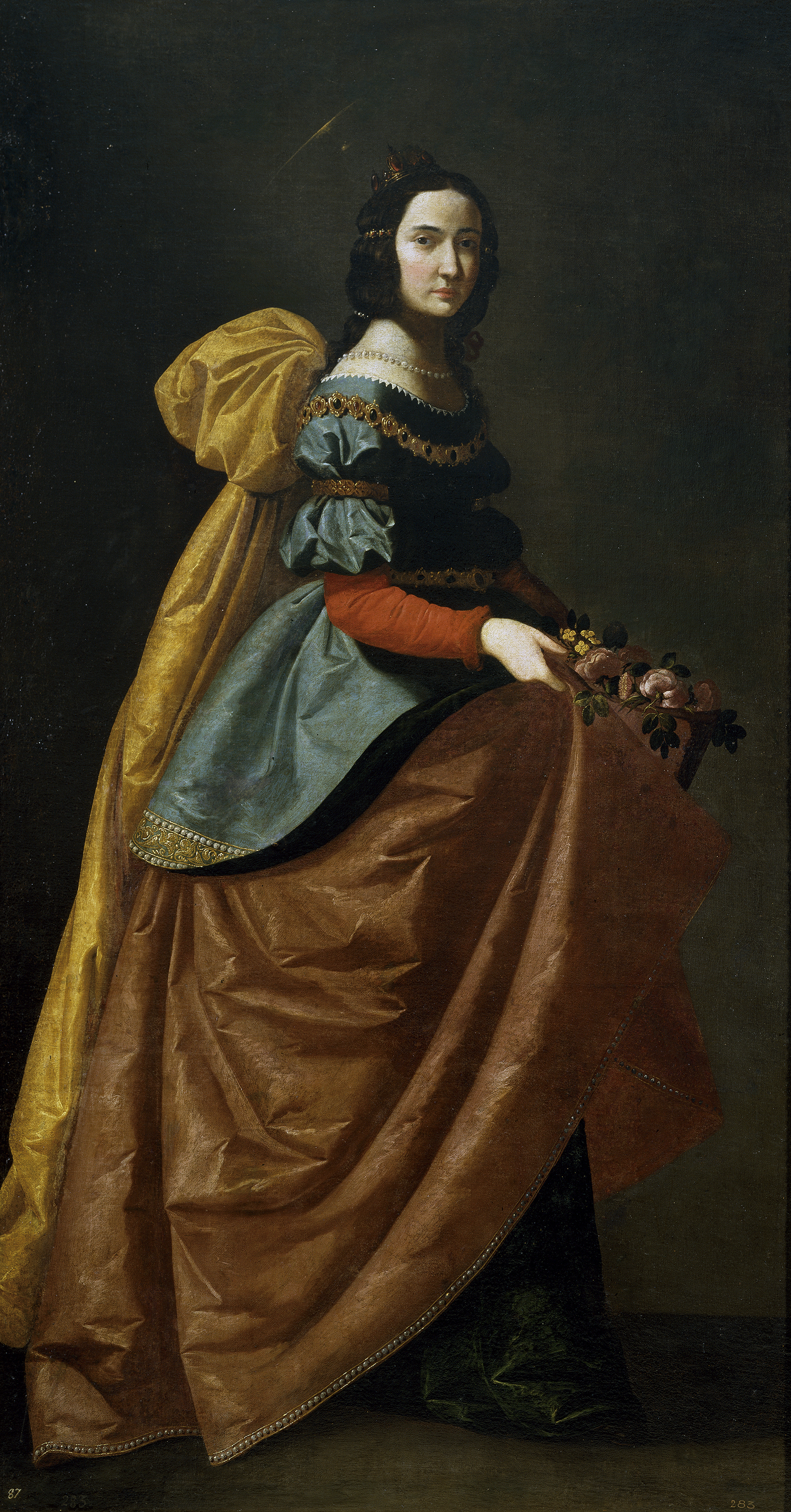
Francisco de Zurbarán: Elisabeth van Aragón, rond 1635
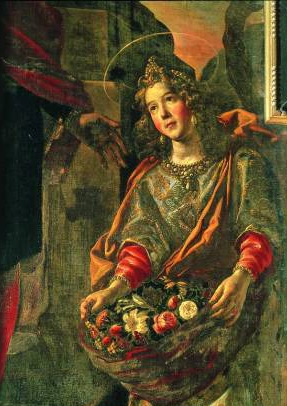
Juan Andres Ricci: Sint Casilda, rond 1660
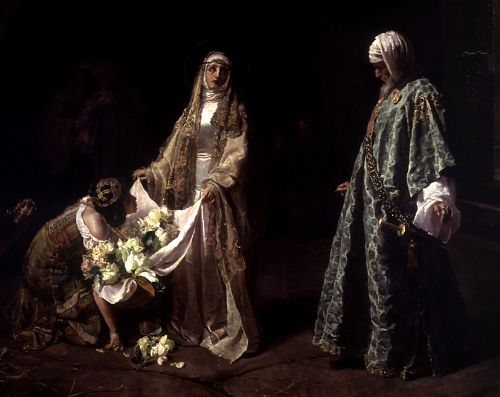
Juan Nogales: Het rozenwonder van Sint Casilda, 1892